# Okres Zofingen
Okres Zofingen je jedním z 11 okresů v kantonu Aargau ve Švýcarsku. V prosinci 2016 zde žilo 69 855 obyvatel; rozloha území okresu je 142,01 km². Sídlem okresu je město Zofingen.

## Geografie
Okres se rozkládá v jihozápadním cípu kantonu. Nadmořská výška území je zhruba od 400 m při řece až po téměř 650 m v nejvyšších polohách. Podél severozápadního okraje protéká řeka Aara; okresem dále protékají směrem na sever menší vodní toky Pfaffnern, Wigger a Suhre.
Okres Zofingen sousedí s těmito okresy v kantonu Aargau: na severovýchodě Aarau a na východě Kulm. Na jihu sousedí s kantonem Lucern, na jihozápadě s kantonem Bern a na severu a severozápadě s kantonem Solothurn.

## Obce v okresu
Okres Zofingen tvoří celkem 18 obcí, jimiž jsou:
| Jméno obce   | Počet obyvatel (k 31. prosinci 2016) | Rozloha (km²) |
| ------------ | ------------------------------------ | ------------- |
| Aarburg      | 7 804                                | 4,41          |
| Attelwil     | 284                                  | 2,19          |
| Bottenwil    | 797                                  | 5,10          |
| Brittnau     | 3 888                                | 13,67         |
| Kirchleerau  | 840                                  | 4,36          |
| Kölliken     | 4 315                                | 8,89          |
| Moosleerau   | 906                                  | 3,81          |
| Murgenthal   | 2 928                                | 18,61         |
| Oftringen    | 13 483                               | 12,87         |
| Reitnau      | 1 269                                | 5,79          |
| Rothrist     | 8 852                                | 11,87         |
| Safenwil     | 3 741                                | 5,99          |
| Staffelbach  | 1 111                                | 8,94          |
| Strengelbach | 4 663                                | 6,03          |
| Uerkheim     | 1 366                                | 7,09          |
| Vordemwald   | 1 934                                | 10,15         |
| Wiliberg     | 167                                  | 1,17          |
| Zofingen     | 11 507                               | 11,07         |

## Doprava
Okresem prochází ve směru východ-západ dálnice A1, z níž se směrem k jihu odpojuje dálnice A2.